# جبعا
جبعا إحدى القرى اللبنانية من قرى قضاء بعلبك في محافظة بعلبك الهرمل.
تقع في غرب قضاء بعلبك، وتحدها بلدة كفردان، وتخترقها مياه نبع اليمونة.